# 아모리아 왕조 치하의 동로마 제국
아모리아 왕조(또는 프리기아 왕조) 하의 동로마 제국은 820년부터 867년까지 통치했다. 아모리 왕조는 813년 이전의 비왕조 황제 레온 5세에 의해 시작된 성상 파괴 복원 정책("제2의 성상 파괴")을 계속하여 842년 메토디오스 총대주교의 도움으로 테오도라 황후에 의해 이 정책을 폐지했다. 계속된 성상파괴는 동서양의 관계를 더욱 악화시켰고, 800년 카롤루스 대제를 시작으로 경쟁 관계에 있는 "로마 황제"의 교황 대관식 이후 관계는 이미 악화되었다. 관계는 더욱 악화되었다. 심지어 교황 니콜라오 1세가 포티아의 총대주교직 승격에 도전했던 이른바 포티아 분열(Photian Schism) 동안에도 마찬가지였다. 그러나 이 시대에는 다가오는 마케도니아 르네상스에 기여한 미하일 3세(Michael III)의 성상 파괴가 종식되면서 지적 활동이 부활했다.
두 번째 성상 파괴 기간 동안 제국은 봉건제와 유사한 시스템이 자리잡는 것을 보기 시작했으며 대규모 및 지역 토지 소유자가 점점 더 두각을 나타내며 중앙 정부에 대한 군 복무의 대가로 토지를 받았다. 3세기 세베루스 알렉산데르(Severus Alexander) 통치 이후로 로마 제국에는 비슷한 제도가 있었다. 당시 로마 군인들과 그 후계자들은 황제에게 봉사하는 조건으로 토지를 부여받았다.